# Hollow Home
Hollow Home (укр. Порожній дім) — ізометрична рольова відеогра 2025 року розроблена українською студією Twigames та видана польською компанією Galaktus, дії якої відбуваються в Маріуполі під час російського вторгнення в Україну 2022 року.

## Ігровий процес
Hollow Home — ізометрична наративна рольова відеогра про життя мирних громадян посеред російсько-української війни, що спирається саме на діалоги, розгалужені лінії завдань та не має бойової системи. Ви берете на себе роль 12-річного підлітка Максима, який досліджує обложене українське місто (доступні три райони міста), стає свідком наслідків війни, знайомиться з різними героями та намагається їм допомогти.

## Сюжет
Історія гри розгортається навколо 12-річного хлопця, якого звуть Максим, що проживає в Маріуполі. Його безтурботне дитяче життя закінчилося з початком широкомасштабного вторгнення Росії в Україну. Місто опиняється в облозі, отже йому доводиться швидко подорослішати, ухвалюючи важкі рішення.

## Українська локалізація
Українською локалізацією займалась компанія MK:translations, таким чином у Hollow Home присутня повна українська локалізація: субтитри та озвучення.

## Виробництво
Розробкою Hollow Home займалася студія Twigames, яка розташована в Києві. Під час створення проєкту автори надихалися This War of Mine, Disco Elysium, Valiant Hearts, The Long Dark, «Людина-павук: Навколо всесвіту» і «Людина-павук: Крізь Всесвіт». Анонс відеогри відбувся 23 березня 2023 року. Перший тизер-трейлер Hollow Home під назвою «Останній день дитинства» вийшов 17 серпня 2023 року. Датою виходу значиться 2025 рік.

## Сприйняття
Один із членів журі премії «Вибір критиків» на Indie Cup Ukraine’23 зазначив, що гра «важка», проте «абсолютно необхідна».

### Номінації
- Game Development World Championship 2023 — Премія для студії[14]

### Нагороди
- Indie Cup Ukraine’23 — Найперспективніша гра[15]
- Indie Cup Ukraine’23 — Вибір критиків[15]
- Indie Blast Awards — Найкраща гра конференції[16]